# Gerd Gockell
Gerd Gockell (* 1960 in Darmstadt) ist ein schweizerisch-deutscher Regisseur, Produzent von Animationsfilmen und Dozent für Animation an der Hochschule Luzern. Er lebt und arbeitet in Deutschland und in der Schweiz.

## Leben
Gockell studierte von 1981 bis 1987 Grafik-Design und Film an der HbK Braunschweig bei Klaus Grözinger, Gerhard Büttenbender und Birgit Hein mit dem Abschluss Diplom.
1987 arbeitete Gerd Gockell als freier Animator für den Hessischen Rundfunk in Frankfurt. Ab 1988 lebte er in London und realisierte dort mehrere Filmprojekte. 1990 zog er nach Hannover und gründete dort mit Kirsten Winter die anigraf Filmproduktion, die er nach dem Ausscheiden von Kirsten Winter im Jahr 2005 alleine weiter führte.
Im Jahr 2009 gründete er die Gerd Gockell Filmproduktion in Luzern und 2012 zusammen mit Ted Sieger und Jochen Ehmann die Schattenkabinett GmbH in Bern.
Seit 1992 übt er Lehrtätigkeiten an verschiedenen Hochschulen aus, unter anderem an der Hochschule für Bildende Künste, Braunschweig, an der Ngee Ann Polytechnics Singapore und an der HFF Potsdam. Von 2000 bis 2002 hatte er eine Gastprofessur für Animation/Neue Medien an der Kunsthochschule Kassel, danach 2002 bis 2011 eine Professur und Leitung des Studienbereiches Animation an der Hochschule Luzern. 2011 war er für eine Gastvorlesung an der Concordia University Montréal. Er ist Mitglied der Schweizer Filmakademie.

## Filmografie (Auswahl)
- 1987: Get Out
- 1990: Crofton Road SE.5
- 1991: Busy Body – Das Interesse am Nachbarn war nie groesser (zusammen mit Ute Heuer und Sabine Bürger)
- 1993: Miles, So What!
- 1995: Tossing Pies (zusammen mit Ute Heuer)
- 1998: The Innocent Abroad
- 2000: Murati & Sarotti
- 2002: Kampf dem Kino (zusammen mit Ute Heuer)
- 2004: Restored Weekend (zusammen mit Kirsten Winter)
- 2008: Optical Percussion
- 2014: Patch
- 2015: Cats & Dogs (zusammen mit Jesús Pérez)
- 2017: Not My Type
- 2020: Black & White (zusammen mit Jesús Pérez)
- 2025: Piano Pieces

## Auszeichnungen (Auszug)
- 1990: Crofton Road SE.5, Hauptpreis bei den Internationalen Kurzfilmtagen Oberhausen und Preis der Filmjournalisten
- 1992: Busy Body – Das Interesse am Nachbarn war nie groesser, Förderpreis der Verdener Kurzfilmtage
- 2004: Restored Weekend, „Gold Plaque“ – Best Experimental Short Film, Chicago International Film Festival
- 2014: Patch, Jury-Preis des Festival d’Animation Annecy
- 2014: 3. Preis des Trickfilmwettbewerb der Solothurner Filmtage
- 2014: Nominierung zum „Deutschen Kurzflmpreis“ für den Film Patch
- 2015: Cats & Dogs Publikumspreis beim Animatou Festival, Genf
- 2016: Cats & Dogs Children’s Jury Prize ENCOUNTER Festival Bristol
- 2017: Not My Type, TAURUS Award for Best Sounddesign beim Animatou Festival. Genf
- 2017: Cats & Dogs, Golden Elephant – Best Directors of Short Animation
- 2020: Black & White, Publikumspreis - Festival du film d’animation pour la jeunesse de Bourg-en-Bresse
- 2021: Black & White, Grand Prix GURÍ und „Best Animation“ des 30. DIVERCINE Festival Montevideo[2]